# Remo Jona
Remo Jona (Asti, 30 aprile 1900 – Lanzo Torinese, 18 settembre 1954) è stato un avvocato e superstite dell'Olocausto italiano.
Epurato dalla sua professione in seguito alle leggi razziali del 1938, fu arrestato, trasferito nel campo di concentramento di Fossoli e infine deportato ad Auschwitz insieme alla sua famiglia.
Superata la selezione all'arrivo del convoglio, riuscì a sopravvivere fino alla liberazione del campo, a differenza di sua moglie e dei suoi due figli. Nel gennaio 2016 sono state posate delle pietre d'inciampo a ricordo suo e dei suoi famigliari, in via Filangieri 4 a Torino.

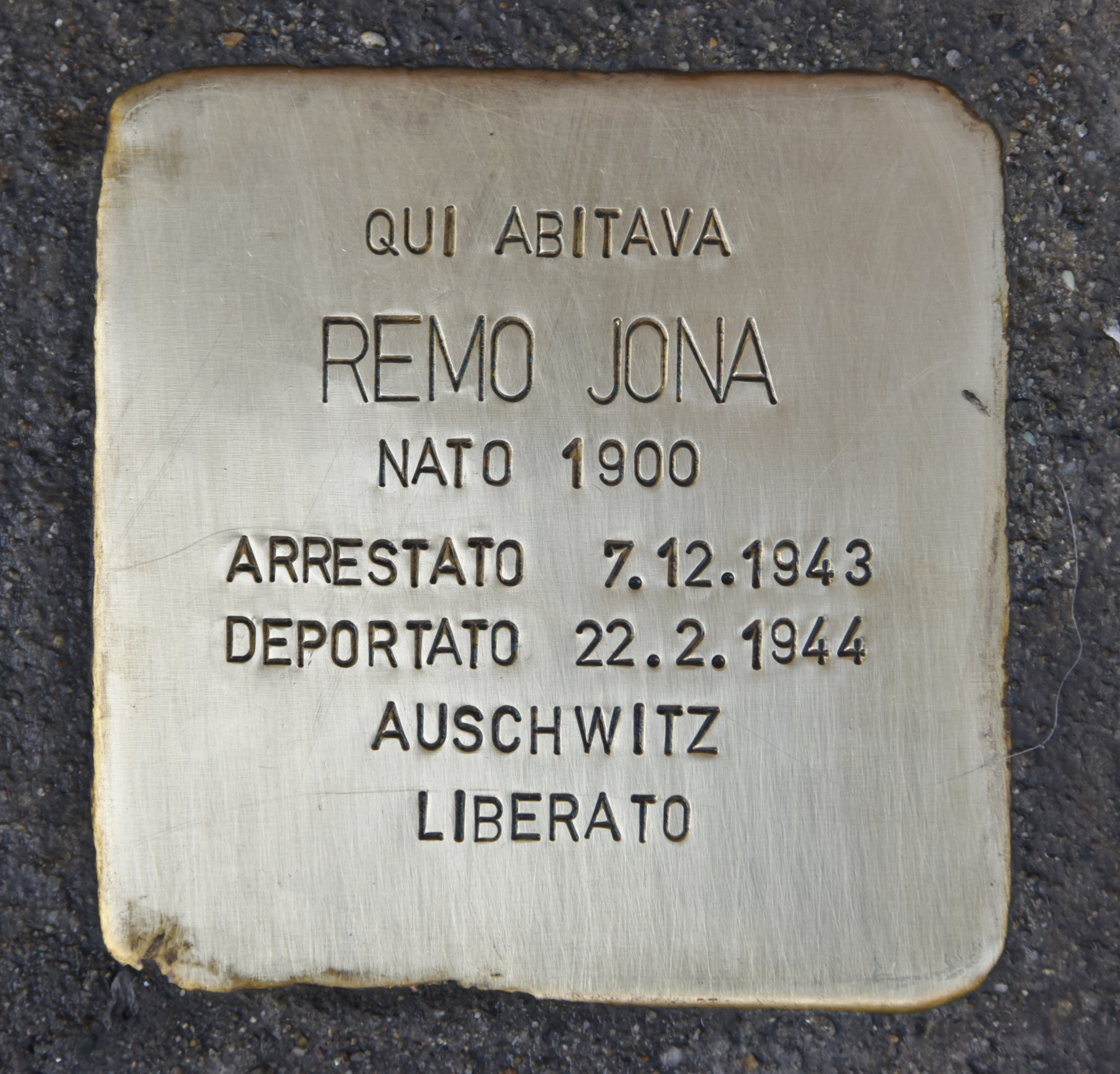
La Pietra d'inciampo dedicata a Remo Jona

## La vita famigliare e l'impatto delle leggi razziali
Remo Jona, figlio di Rodolfo e Emilia Segre, fu un agiato e promettente avvocato civilista appartenente alla comunità ebraica di Torino. Nell'aprile del 1930 si sposò con Ilka Dorina Vitale, a sua volta benestante, e i due andarono a vivere a Torino nell'appartamento di via Filangeri 4, nel quartiere residenziale della Crocetta. Nel febbraio 1932 nacque il primo figlio, Ruggero Achille Rodolfo Jona, mentre il secondo, Raimondo Luigi Eugenio, nacque nel gennaio del 1937. Fin dal 1936, la famiglia frequentava per la villeggiatura la località di Issime in Valle d'Aosta, affittando una vasta casa nella parte alta del paese.
L'impatto delle leggi razziali, emanate dal regime fascista a partire dal settembre 1938, fu anche per la famiglia Jona molto grave: al figlio Ruggero fu impedito di frequentare la scuola pubblica, mentre Remo venne cancellato dall'albo degli avvocati, in cui risultava iscritto sin dal dicembre 1923. Egli poteva esercitare la sua professione solo a favore di altri ebrei. Inoltre: 
Con lo scoppio della Seconda guerra mondiale e l'intensificarsi dei bombardamenti sulla città, la famiglia Jona decise, nel corso del 1942, di trasferirsi a Issime.

## Dopo il proclama Badoglio dell'8 settembre 1943
In seguito alla nascita della Repubblica sociale italiana, in Valle d'Aosta le autorità iniziarono a perseguitare e a incarcerare gli ebrei, italiani e stranieri, presenti sul territorio. La Valle era diventata meta di rifugio per molti ebrei, anche per la vicinanza con la Svizzera verso la quale si sperava ancora di fuggire, mentre per altri, soprattutto giovani, era la prima occasione per partecipare alla nascente resistenza contro il nazifascismo, come avvenne per il gruppo che comprendeva Primo Levi, Luciana Nissim e Vanda Maestro. Protagonista dell'attività di repressione delle nascenti bande partigiane e della caccia agli ebrei a vario titolo nascosti in Valle fu il prefetto di Aosta, Cesare Augusto Carnazzi, che si diede da fare con successo per infiltrare gli inesperti primi gruppi resistenti e per scovare e arrestare gli ebrei, appena ne ebbe la copertura legale.
In questo contesto, Remo Jona aveva trasferito già nei mesi precedenti all'8 settembre i propri beni materiali da Torino a Issime e qui, senza celare la propria identità che era nota a tutti comprese le autorità, visse in una situazione di apparente calma. Infatti il locale maresciallo dei carabinieri, Andrea Bassignana, più volte rassicurò Jona sull'incolumità sua e dei suoi famigliari, anche quando un'altra importante famiglia di ebrei torinesi rifugiata a Gressoney-la-Trinité, quella di Ettore Ovazza, fu trucidata ad Intra l'11 ottobre 1943 da un reparto del 1º Battaglione del 2º Reggimento della 1ª Divisione Panzer SS "Leibstandarte SS Adolf Hitler"
Dopo l'emanazione il 30 novembre 1943 da parte di Guido Buffarini Guidi dell'Ordine di polizia nº5 secondo il quale gli ebrei dovevano essere inviati in appositi campi di concentramento e i loro beni sequestrati, Jona prima si allontanò da Issime cercando di nascondersi a Fontainemore poi, nuovamente rassicurato da Bassignana, ritornò con i famigliari a Issime. Qui furono tutti arrestati il 7 dicembre 1943 da parte dei carabinieri di Bassignana e trasferiti ad Aosta, in attesa di essere inviati nel campo di concentramento di Fossoli. All'arresto non fu neppure estraneo Rudy Lerch, collaboratore delle truppe tedesche: 

## La deportazione
La permanenza ad Aosta durò fino al 20 gennaio 1944 quando avvenne il trasferimento a Fossoli insieme ad altri ebrei tra cui Primo Levi, Luciana Nissim e Vanda Maestro che erano stati arrestati il 13 dicembre 1943 nel villaggio di Amay, sul versante verso Saint-Vincent del Col de Joux (tra Saint-Vincent e Brusson). A Fossoli la famiglia Jona rimase insieme agli altri internati ebrei per un mese, mentre il numero di quest'ultimi cresceva rapidamente passando da circa centocinquanta a più di seicento in poche settimane. Raggiunto questo numero che era funzionale all'organizzazione nazista dei convogli verso i campi di sterminio, il 20 febbraio 1944 giunsero a Fossoli le SS tedesche che allestirono per il 22 il primo treno in partenza dalla località emiliana per Auschwitz. Secondo Italo Tibaldi il numero complessivo dei deportati su questo convoglio fu intorno ai 650, di cui 489 identificati. Alla liberazione i superstiti furono 24. Insieme alla famiglia Jona, furono deportati, tra gli altri, anche Primo Levi, Luciana Nissim e Vanda Maestro, che non sopravvisse al lager e fu uccisa nell'ottobre del 1944.
Il viaggio iniziò la sera del 22 febbraio mentre l'arrivo ad Auschwitz avvenne la sera del 26. La selezione fra gli adatti al lavoro e coloro che dovevano essere immediatamente eliminati cominciò subito. Scrive Primo Levi:
In questo modo Ilka Vitale (38 anni), Ruggero Jona (12 anni) e Raimondo Jona (7 anni) furono la sera stessa uccisi con il gas e i loro corpi bruciati. Remo invece fu selezionato per il lavoro a Buna-Monowitz insieme ad altri 75 uomini del suo convoglio. Sul braccio gli fu tatuato il numero 174 508. Jona sopravvisse alle inumane condizioni del lager fino alla liberazione del campo avvenuta il 27 gennaio 1945, riuscendo a rifugiarsi prima della marcia della morte nel blocco ospedale del lager. È con Primo Levi, Bruno Piazza, Corrado Saralvo e i piccoli Luigi Ferri, Andra e Tatiana Bucci tra i pochi sopravvissuti italiani presenti a Auschwitz all'arrivo delle truppe sovietiche.

## Il ritorno
Remo Jona fu trasferito dopo la fine della guerra nel campo di Katowice, dove rincontrò Primo Levi e altri sopravvissuti allo sterminio; nei ricordi di Corrado Saralvo che, come lui, sopravvisse ad Auschwitz, Jona è ricordato così: 
Jona riuscì a rientrare a Torino nell'agosto del 1945 e si ritrovò senza un tetto disponibile, in quanto tutte le sue proprietà erano sotto amministrazione coatta dell'EGELI, l'ente incaricato di gestire ciò che era stato sequestrato agli ebrei, mentre i beni mobili erano stati subito razziati dopo il suo arresto. Ospitato in un primo tempo dai salesiani, riebbe possesso delle sue proprietà e cercò di trovare i responsabili della razzia dei suoi beni a Issime, dove andò in visita già nello stesso agosto del 1945. Jona riaprì il suo studio legale ma condusse una vita sempre più appartata e chiusa, costretto anche a dissimulare la morte di sua moglie e dei suoi figli alla madre di lei, finché quest'ultima morì nel febbraio del 1950.
Il 18 settembre 1954 fu investito da una motocicletta sulla strada di Lanzo Torinese, mentre tornava dalla villa dei suoceri, e non sopravvisse. Oltre alla moglie e ai due figli, Jona perdette nella Shoah il fratello Luigi, la madre Emilia Segré e diversi altri parenti.